# Rhinopithecus roxellana hubeiensis
O macaco-dourado-de-nariz-arrebitado-de-Hubei (Rhinopithecus roxellana hubeiensis) é uma das 3 subespécies de Rhinopithecus roxellana. Como o nome indica é nativo da província de Hubei, na China.

## Estado de conservação
Esta subespécie foi listada como "em perigo" devido à perda da qualidade do habitat, o que casou que houvesse menos de 250 indivíduos maduros que vivessem em subpopulações isoladas, numa área de ocupação muito pequena.